# اسناگ (تاسمانی)
اسناگ (به انگلیسی: Snug) یک شهرک در استرالیا است که در تاسمانی واقع شده‌است.